# Арбуга (комуна)
Комуна Арбуга (швед. Arboga kommun) — адміністративно-територіальна одиниця місцевого самоврядування, що розташована в лені Вестманланд, у центральній Швеції.  Територія комуни має загальну площу 419,37 кв. км. 
Адміністративним центром комуни Арбуга є однойменне місто.

## Населення
Населення становить 13 328 чоловік (станом на вересень 2012 року). 
| Кількість населення комуни Еммабуда за 1970-2010 роки | Кількість населення комуни Еммабуда за 1970-2010 роки | Кількість населення комуни Еммабуда за 1970-2010 роки | Кількість населення комуни Еммабуда за 1970-2010 роки | Кількість населення комуни Еммабуда за 1970-2010 роки |
| ----------------------------------------------------- | ----------------------------------------------------- | ----------------------------------------------------- | ----------------------------------------------------- | ----------------------------------------------------- |
| Рік                                                   |                                                       |                                                       | Населення                                             |                                                       |
| 1970                                                  | 1970                                                  |                                                       | 14 830                                                | 14 830                                                |
| 1975                                                  | 1975                                                  |                                                       | 14 717                                                | 14 717                                                |
| 1980                                                  | 1980                                                  |                                                       | 14 944                                                | 14 944                                                |
| 1985                                                  | 1985                                                  |                                                       | 14 441                                                | 14 441                                                |
| 1990                                                  | 1990                                                  |                                                       | 14 622                                                | 14 622                                                |
| 1995                                                  | 1995                                                  |                                                       | 14 554                                                | 14 554                                                |
| 2000                                                  | 2000                                                  |                                                       | 13 870                                                | 13 870                                                |
| 2005                                                  | 2005                                                  |                                                       | 13 380                                                | 13 380                                                |
| 2010                                                  | 2010                                                  |                                                       | 13 285                                                | 13 285                                                |
| Джерело: SCB                                          |                                                       |                                                       |                                                       |                                                       |

## Населені пункти
До складу комуни входять населені пункти:
- Арбуга (Arboga)
- Йотлунда (Götlunda)
- Лунгер і Седра Лунгер (Lunger och Södra Lunger)
- Медокер (Medåker)

## Галерея

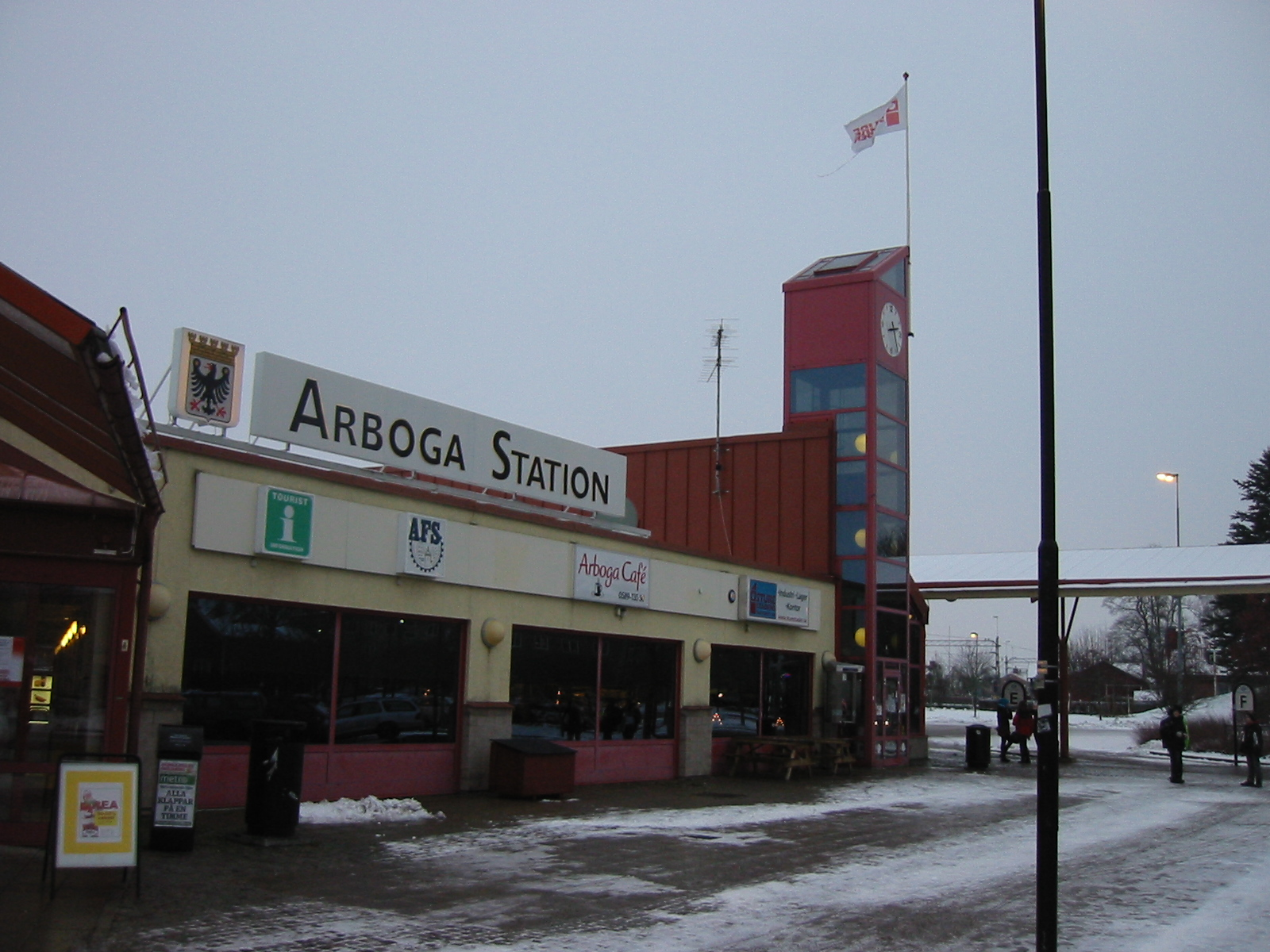
Автобусна станція (Арбуга)
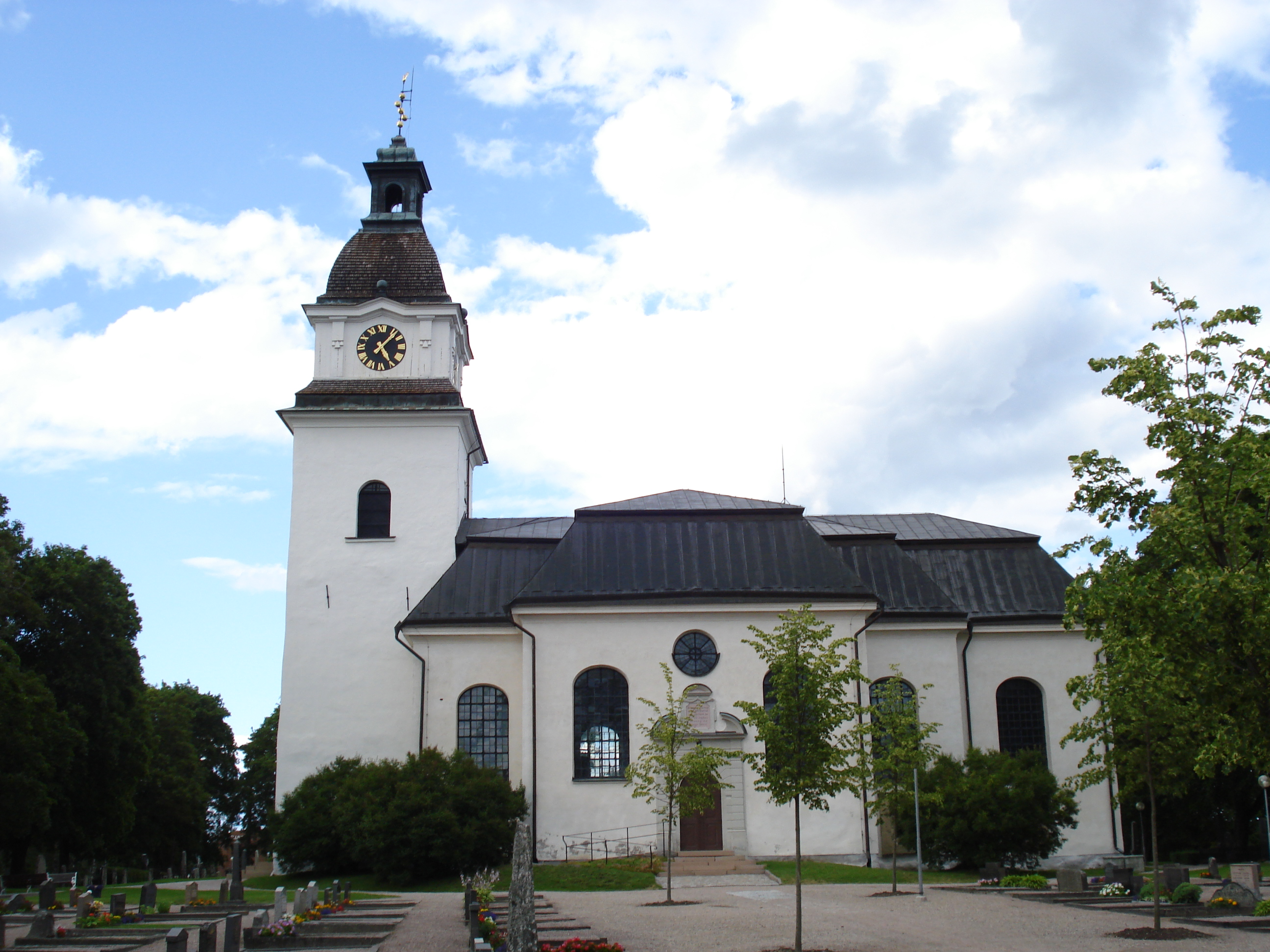
Церква (Йотлунда)
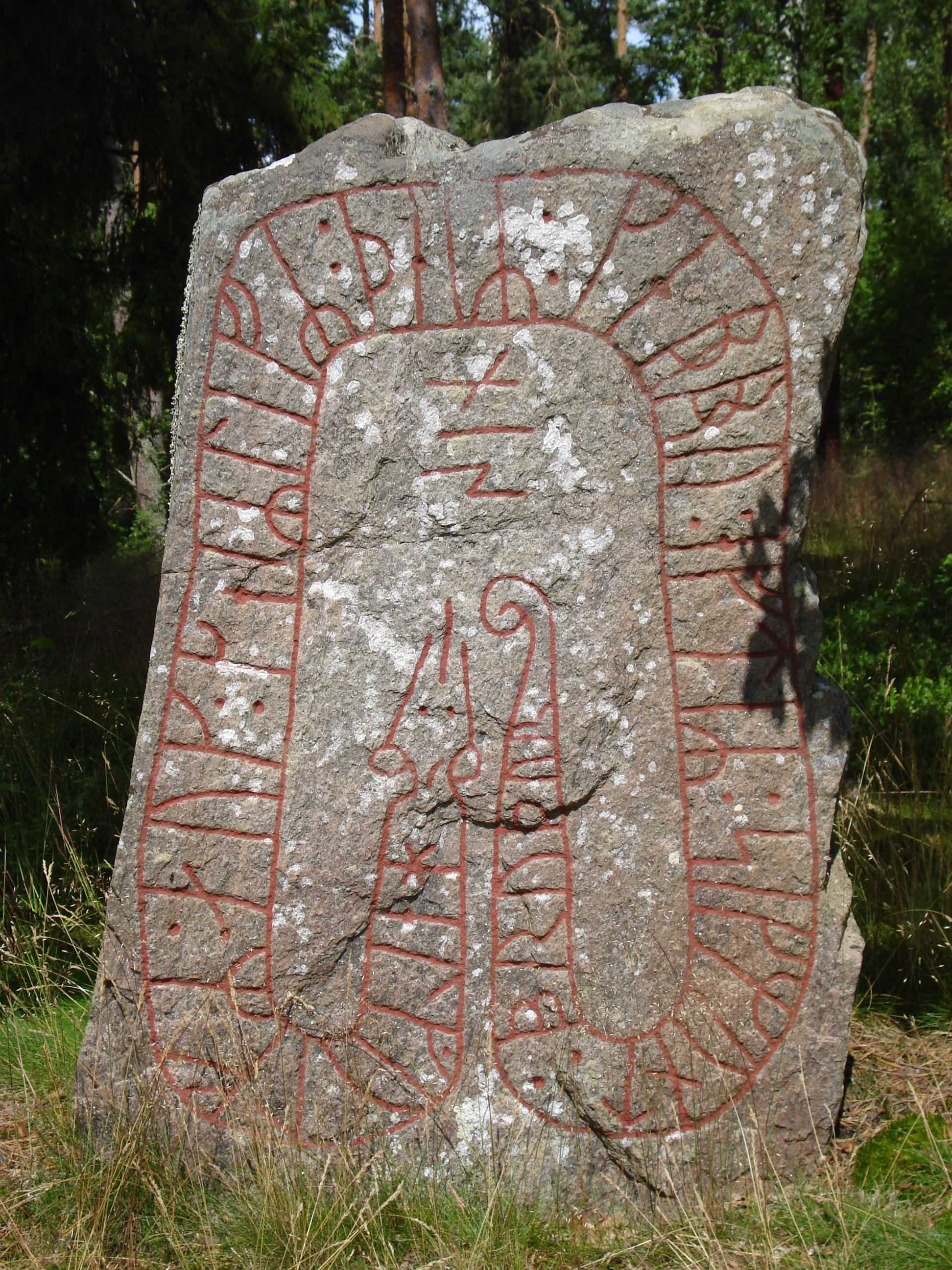
Рунічний камінь (Седра Лунгер)
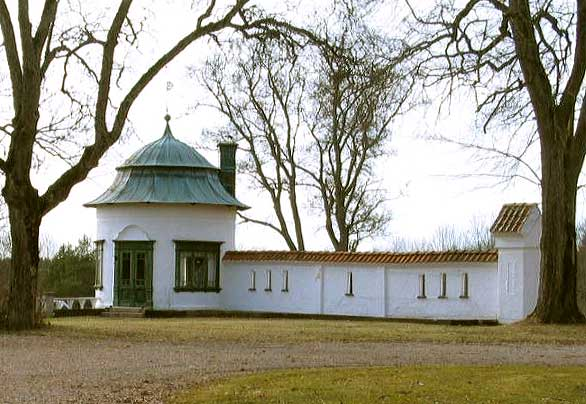
Павільйон (Сікельше)